# 营业单位
营业单位，是中华人民共和国的一类特指的经济组织。根据《中华人民共和国企业法人登记管理条例》第三十五条：“根据国家有关规定，由国家核拨经费的事业单位、科技性的社会团体从事经营活动或者设立不具备法人条件的企业，由该单位申请登记，经登记主管机关核准，领取《营业执照》，在核准登记的经营范围内从事经营活动。”即由非企业、非自然人，而是由事业单位法人、社团单位法人、民办非企业或者其他主管部门出资的，指依照《企业法人登记管理条例施行细则》进行登记并营业的经济组织。
例如，国家或地方政府所属的文艺院团，是财政拨款的事业单位，其对外演出等经营活动，需要订立合同或者售卖门票，因此该类文艺院团应当向工商部门登记为“营业单位”并领取《营业执照》，还需要向税务机关登记并纳税。
合作社法人不属于企业法人。合作社基本上都要开展经营活动，所以应作为“营业单位”登记。 